# Яцкевич, Борис Александрович
Борис Александрович Яцкевич (7 января 1948, Легница, Вроцлавское воеводство — 12 июня 2020) — советский и российский геолог, министр природных ресурсов РФ (1999—2001).

## Биография
Родился 7 января 1948 года в польском городе Лигниц, в семье советских военнослужащих.
В 1966 году поступил на геологический факультет Воронежского государственного университета им. Ленинского комсомола. В 1972 закончил его, получив специальность «геологическая съёмка и поиски месторождений полезных ископаемых».
В 1972—1983 годах — старший техник, геолог, старший геолог, главный геолог партии Ухтинской геологоразведочной экспедиции Ухтинского территориального геологического управления Министерства геологии РСФСР.
В 1983—1986 годах — главный геолог Ухтинской геологоразведочной экспедиции Полярно-Уральского производственного геологического объединения.
В 1986—1990 годах — и. о. главного геолога, главный геолог Полярно-Уральского производственного геологического объединения.
В 1990—1992 годах — начальник отдела геологии твердых полезных ископаемых Государственного комитета по геологии РСФСР.
В 1992—1993 годах — заместитель председателя Комитета по геологии и минеральным ресурсам Министерства экологии и природных ресурсов Российской Федерации.
В 1993—1996 годах — заместитель Председателя Комитета Российской Федерации по геологии и использованию недр.
В 1996—1997 годах — статс-секретарь — первый заместитель министра природных ресурсов Российской Федерации.
С марта 1997 по август 1999 года — первый заместитель министра природных ресурсов Российской Федерации.
19 августа 1999 года был назначен министром природных ресурсов РФ. 16 июля 2001 года освобождён от занимаемой должности.
Председатель Правительственной комиссии по охране озонового слоя с ноября 2000 по июнь 2001.
Скончался 12 июня 2020 года [где?].